# Naserizam
Naserizam je arapska nacionalistička politička ideologija, koju je utemeljio bivši egipatski predsjednik Gamal Abdel Naser.
Naserizam je imao najveći utjecaj na panarapsku politiku sredinom 20. stoljeća. Kasnije je pokretu slabio utjecaj, pogotovo nakon Naserove smrti 1970. godine. Ideologija je u određenoj mjeri inspiriran kemalizmom, ideologijom prve svjetovne republike u muslimanskom svijetu - Turske.
Naserizam je revolucionarna nacionalistička i panarapska ideologija, koja ima dodire i sa socijalizmom, pa se naziva i "arapski socijalizam". To je sekularna ideologija, koja je dovela do sukoba s novim pokretima islamskog radikalizma u pogledu modernizacije, industrijalizacije i ukidanja tradicionalnih podjela u društvu. U svjetskoj politici, Naser je odigrao veliku ulogu u Pokretu nesvrstanih zajedno s Titom i Nehruom. Želio je da Egipat ima lidersku ulogu u zbližavanju arapskog, afričkog i islamskog društva.
Naserizam i dalje postoji u nekim arapskim zemljama, ali je uglavnom ograničen na male oporbene stranke te na neke pisce i intelektualce. 